# Férfi kötélmászás az 1896. évi nyári olimpiai játékokon
Az 1896. évi nyári olimpiai játékokon rendeztek először és utoljára kötélmászást a torna versenyszámain belül. 14 méter magasra kellett felmászni. Számított a gyorsaság és a technika. Csak ketten tudtak ennek eleget tenni.

## Eredmény
| Helyezés | Versenyző                                    | Magasság   |
| -------- | -------------------------------------------- | ---------- |
| Arany    | Görögország (GRE) · Nikólaosz Andriakópulosz | 14.0 m     |
| Ezüst    | Görögország (GRE) · Thomász Xenákisz         | 14.0 m     |
| Bronz    | Németország (GER) · Fritz Hofmann            | 12.5 m     |
| 4        | Dánia (DEN) · Viggo Jensen                   | Ismeretlen |
| 5        | Nagy-Britannia (GBR) · Launceston Elliot     | Ismeretlen |